# Cornelis Douwes
Cornelis Douwes (* 24. August 1712 auf Terschelling; † 1773 in Amsterdam) war ein holländischer Gelehrter, Mathematiker und Astronom.
Sein gleichnamiger Großvater war Prediger der Mennonitengemeinde (Jan Jacobsz Gruppe) auf der holländischen Insel Terschelling.
Douwes wurde Direktor der Algemeen Zeemanscollegie in Amsterdam. Er bemühte sich, das Zweihöhenproblem für die Schifffahrt nutzbar zu machen, so dass man für die Bestimmung der geographischen Breite nicht mehr auf Höhenbestimmungen der Sonne zur Mittagszeit angewiesen war (sondern auch Höhenbestimmungen zu anderen Zeiten nutzen konnte), was ihn international bekannt machte. Seine nautischen Methoden fanden Verwendung bis ins 19. Jahrhundert.

## Veröffentlichungen
- Verhandeling om buiten den Middag op Zee de waare Middags-Breedte te vinden. 1754.
- mit Captain John Campbell: Tables for facilitating the solution of a very useful problem, for finding the latitude of a ship at sea: having the latitude by account, two observed altitudes of the sun, the time elapsed between the observations measured by a common watch, and the declination of the sun; with precepts and examples. W. and J. Richardson, 1769.